# Shaw Prize
Der Shaw Prize (chinesisch 邵逸夫獎 / 邵逸夫奖, Pinyin Shàoyìfūjiǎng, Jyutping Siu6jat6fu1zoeng2) ist ein Wissenschaftspreis, der seit 2004 jährlich von der Shaw Prize Foundation in Hongkong in drei Kategorien verliehen wird:
- Shaw Prize in Astronomy (Astronomie)
- Shaw Prize in Life Science and Medicine (Lebenswissenschaften und Medizin)
- Shaw Prize in Mathematical Sciences (Mathematik)

Er wurde vom chinesischen Medienunternehmer Run Run Shaw gestiftet und ist mit jeweils 1,2 Millionen US-Dollar dotiert. (Stand 2021)

## Preisträger
| Jahr | Astronomy                                           | Life Science and Medicine                                             | Mathematical Sciences                                          |
| ---- | --------------------------------------------------- | --------------------------------------------------------------------- | -------------------------------------------------------------- |
| 2004 | James Peebles                                       | Stanley Norman Cohen, Herbert W. Boyer, Yuet Wai Kan und Richard Doll | Shiing-Shen Chern                                              |
| 2005 | Geoffrey Marcy und Michel Mayor                     | Michael Berridge                                                      | Andrew Wiles                                                   |
| 2006 | Saul Perlmutter, Adam Riess und Brian P. Schmidt    | Xiaodong Wang                                                         | David Bryant Mumford und Wu Wenjun                             |
| 2007 | Peter Goldreich                                     | Robert Lefkowitz                                                      | Robert Langlands und Richard Taylor                            |
| 2008 | Reinhard Genzel                                     | Ian Wilmut, Keith Campbell und Shin’ya Yamanaka                       | Wladimir Igorewitsch Arnold und Ludwig Dmitrijewitsch Faddejew |
| 2009 | Frank Shu                                           | Douglas Coleman und Jeffrey M. Friedman                               | Simon Donaldson und Clifford Taubes                            |
| 2010 | Charles L. Bennett, Lyman Page und David Spergel    | David Julius                                                          | Jean Bourgain                                                  |
| 2011 | Enrico Costa und Gerald Fishman                     | Jules Hoffmann, Ruslan Medzhitov und Bruce Beutler                    | Demetrios Christodoulou und Richard S. Hamilton                |
| 2012 | David C. Jewitt und Jane Luu                        | Franz-Ulrich Hartl und Arthur L. Horwich                              | Maxim L. Kontsevich                                            |
| 2013 | Steven A. Balbus und John F. Hawley                 | Jeffrey C. Hall, Michael Rosbash und Michael W. Young                 | David L. Donoho                                                |
| 2014 | Daniel Eisenstein, Shaun Cole und John A. Peacock   | Kazutoshi Mori und Peter Walter                                       | George Lusztig                                                 |
| 2015 | William J. Borucki                                  | Bonnie L. Bassler und E. Peter Greenberg                              | Gerd Faltings und Henryk Iwaniec                               |
| 2016 | Ronald W. P. Drever, Kip S. Thorne und Rainer Weiss | Adrian P. Bird und Huda Y. Zoghbi                                     | Nigel J. Hitchin                                               |
| 2017 | Simon D. M. White                                   | Ian R. Gibbons und Ronald D. Vale                                     | János Kollár und Claire Voisin                                 |
| 2018 | Jean-Loup Puget                                     | Mary-Claire King                                                      | Luis A. Caffarelli                                             |
| 2019 | Edward C. Stone                                     | Maria Jasin                                                           | Michel Talagrand                                               |
| 2020 | Roger D. Blandford                                  | Gero Miesenböck, Peter Hegemann und Georg Nagel                       | Alexander Beilinson und David Kazhdan                          |
| 2021 | Victoria M. Kaspi und Chryssa Kouveliotou           | Scott D. Emr                                                          | Jean-Michel Bismut und Jeff Cheeger                            |
| 2022 | Lennart Lindegren und Michael Perryman              | Paul A. Negulescu und Michael J. Welsh                                | Noga Alon und Ehud Hrushovski                                  |
| 2023 | Matthew Bailes, Duncan Lorimer und Maura McLaughlin | Patrick Cramer und Eva Nogales                                        | Vladimir Drinfeld und Shing-Tung Yau                           |
| 2024 | Shrinivas R. Kulkarni                               | Stuart Orkin und Swee Lay Thein                                       | Peter Sarnak                                                   |
| 2025 | John Richard Bond und George Efstathiou             | Wolfgang Baumeister                                                   | Kenji Fukaya                                                   |